# 福本豊
福本 豊（ふくもと ゆたか、1947年〈昭和22年〉11月7日 - ）は、大阪府大阪市生野区腹見町（現：小路東）生まれ、大阪府布施市（現：東大阪市）出身の元プロ野球選手（外野手、左投左打）・コーチ・二軍監督、解説者・評論家、タレント、YouTuber。

## 概要
現役時代は阪急ブレーブスに20年間所属したフランチャイズ・プレイヤーで、通算1065盗塁は1993年にMLBでプレーしていたリッキー・ヘンダーソンに記録更新されるまで世界記録だったことから「世界の福本」 「世界の盗塁王」の異名を持つ（2023年シーズン終了時点でもNPB記録・世界2位）。シーズン106盗塁、通算115三塁打、通算299盗塁死はNPB歴代1位。
現役通算2543安打、通算208本塁打という確実性とパンチ力を兼ね備えた打撃を持つ。NPB最多記録となる盗塁王を13回獲得、NPB最多記録となるダイヤモンドグラブ賞（現在のゴールデングラブ賞）を12回受賞している。またパ・リーグ初の外野手部門のダイヤモンドグラブ賞も受賞しており、14年連続シーズン50盗塁の金字塔も立てている。
俊足、主に中堅手として足を生かした広い守備範囲を誇る外野守備で加藤秀司、長池徳二、山田久志らと共に阪急黄金時代の主力として活躍した。
引退後は二軍監督・コーチを経て主に解説者・評論家、タレントとして活動している。2002年に野球殿堂入り。

## 経歴

### プロ入り前
大阪市生野区腹見町で生まれる。小学3年生の頃に、ゴムボールを手や角材で打つ「三角ベース野球」で初めて野球に触れる。小学5年生の時、父がラーメン店、母が布団仕立て直しを開業するため、布施市（現・東大阪市）に転居。転居後は出前の手伝いもした。「子どもの頃から巨人ファンだった」と記している。布施市立布施第三中学校（現・東大阪市立金岡中学校）時代は準硬式野球部に所属。2年生まではずっと補欠で、練習で川に入ったボールを探すついでに魚を追ったりした。3年生の大阪中学校優勝大会に一塁手でレギュラーとなる。
「母のいとこが相撲部の監督」という事情から大鉄高等学校に進学する。上級生からの制裁で1年生部員が減る中、監督が1年生を朝練習に呼び、その際のフリーバッティングでミートを評価されて「一軍」の練習に参加を認められる。右翼手での守備練習で、内野ゴロのたびに「送球がそれたらボールを拾うのは自分しかいない」と一塁のベースカバーに入っていたところ監督から「野球をよう知っとるなあ」と誉められ、夏の地区予選では1年生ながら右翼手のレギュラーになる。2年生の秋以降、中堅手のポジションになり、打順も1番となる。
1965年の高校3年生夏に、第47回全国高等学校野球選手権大会出場を果たす。同校は夏の甲子園初出場であった。1回戦では、この大会で4強入りした秋田高校と対戦するが、延長13回裏、福本と二塁手が打球を「お見合い」してしまい、サヨナラ負けを喫した。福本は、声を掛け合う連携を怠ったことと後退が必要な二塁手ではなく前進できる中堅手が取るべき打球だったことに気づき、「自分のミスだった」と認めて「ええ経験を積ませてもらえました」と記している。
1年下のチームメートには、高橋二三男（元西鉄→太平洋・ロッテ、外野手）がいた。
卒業後は社会人野球の松下電器（現・パナソニック）に進む。松下以外にいくつかの大学からも入学の誘いがあったが、福本は大学野球の体育会的体質、特に鉄拳制裁を嫌っており、社会人ならそういう問題も少ないだろうと考え松下を選んだ。俊足が武器であったため、監督に「（俊足のスーパースターであった）広瀬叔功になれ」と言われ、当時の広瀬の背番号である12を背中に付けて広瀬をよく観戦しにいったという。福本は後年に「広瀬さんは神様やもん。プロに入ってからもそれは一緒よ。相変わらず雲の上の存在やった」と語っている。
1年目の1966年から外野手のレギュラーを獲得。同年の都市対抗に二番打者として出場し、三塁打を放つなど活躍。社会人3年目の1968年には、同僚の加藤秀司（後の英司）・岡田光雄（元近鉄）と共に富士製鐵広畑の補強選手として都市対抗に出場。岡田と神部年男の好投もあって決勝に進出、河合楽器を降しチームを優勝に導く。8月にはアラスカ・ゴールドパナーズとの日米親善野球試合に出場。同年は社会人ベストナインのタイトルを獲得したが、福本は「アマチュア時代は注目の選手ではない」と語っている。
同年秋のドラフト会議で、阪急ブレーブスに7位指名を受けた。入団当時の背番号は「40」。なお、阪急ブレーブス以外に、南海ホークスも、早くから福本の俊足に注目していた。しかし168cmの小柄な身長がネックとなり、監督の鶴岡一人に獲得を却下されていた。
プロ入りのきっかけは、松下電器時代既にアマチュア野球のスター選手だった後輩の加藤を目当てに来たスカウトの目に留まったことだった。試合でスカウトが来ている時に本塁打を打ったり、都市対抗野球でホームへ好返球をしたりする（ドラフト同期の山田が福本の名を知ったのはこのプレーだという）等のプレーが認められたものだった。これについて、福本は「たまたまあのときだけ、一番いいプレーが出たんや」と語っている。別の著書では、1968年夏に日本生命球場での試合に阪急球団マネージャーの矢形勝洋（のちに球団常務）とスカウトの藤井道夫が加藤の視察に訪れた際、「ついでに」リストアップされたという。また、阪急以外で接触があったのは近鉄バファローズのスカウトが「念のため」として住所と電話番号を尋ねた（それ以来「何の音沙汰もなかった」という）ことと、都市対抗野球出場時、読売ジャイアンツ（巨人）の多摩川グラウンドで練習した際に、巨人のスカウトが「君はいい選手だけど、惜しいねぇ。身長があと5センチあればなぁ…」と言っただけで帰った出来事だけであると記している。
本人はスカウトが自分に興味がないと思っていたことからドラフトに指名されたことを全く知らず、翌朝会社の先輩がスポーツ新聞を読んでいるのを見て「なんかおもろいこと載ってまっか?」と尋ねたところ、「おもろいことってお前、指名されとるがな」と言われ、そこで初めて自分が指名されたことを知ったという。しかし、ドラフト指名後も阪急から連絡がないまま数日が過ぎたため、同僚も本人も何かの間違いではないかと疑う始末だった。実は阪急は松下電器に何度も連絡を入れていたが、福本を手放したくない松下側が阪急からの面会の申し入れを全て断り、一方で福本には「おまえは小さいからプロ行ったって無理」としてプロ入りを断念するよう勧めていたのが真相で、それを知った福本が「1回話だけ聞かせてください」と松下に懇願して阪急との面会が実現したという。
ようやく面会が叶った阪急の球団職員から肉料理をご馳走され、「プロなったらこんなにおいしい肉が食えるのか!」と思ったものの、様々な理由から態度を保留していたが、そうしているうちに何度も食事に誘ってもらったため断りにくくなってしまったという。結局、4回目の食事の時に入団を決意した。当初契約金500万円・年俸150万円という条件を提示されたが、松下電器では「ちょっと安すぎるから、プロ入りはやめとけ」という声が多く、給料や賞与が毎年上がっていたこともあり（当時月給は2万8千円だったという）、交渉でそれらを伝えると、契約金750万円・年俸180万円という条件に変わり、契約した。
前記の経緯から、福本は「松下電器に加藤がいたおかげで、僕も阪急ブレーブスの一員になれた」と著書に記している。
当時、福本の父は近畿日本鉄道の社員食堂で働いていたが、福本の阪急入団が決まると「息子とはライバル関係になる近鉄さんに、申し訳が立たん」と退職し、阪急宝塚本線庄内駅近くにラーメン店を開いたという。

### 現役時代
プロ入り当初は全く期待されておらず、阪急の先輩たちに「それ（小柄、非力）でよう来たな。誰やスカウト、こんなん獲ったら可哀相やろ」と散々な言われようだったという。しかし、1年目の1969年から一軍に出場。初出場は1969年4月12日の開幕戦（対東映フライヤーズ）、長池の代走で盗塁を試みるも、宮崎昭二・鈴木悳夫のバッテリーに盗塁を刺され、翌日の同一カードダブルヘッダー第2試合でフランシス・アグウィリーの代走に起用された際、桜井憲・種茂雅之のバッテリーからプロ初盗塁を記録した。このため、プロデビューは、腰痛の治癒を待って8月に入団した山田や、初年度は2軍で多くを過ごした加藤（1969年の公式戦出場は9試合）よりも早かった。だが、オールスター戦前に監督の西本幸雄から「一度ファームへ行って、盗塁の練習でもして来い」と二軍行きを命じられる。二軍ではひたすら打撃練習（寮でも「植木の葉の先にバットを当てる素振り」をしたという）に励んだ。入団当初の福本は周囲のレベルの高さを見て「自分は（ドラフト）7位でそれほど期待もされていない。3年間だけ我慢してそれなりの結果が出なければ、プロ野球は諦めよう」と考えていた。1969年10月には大熊忠義が左翼手に回り、その後継として中堅手に起用される。同年の日本シリーズにも出場した。
1970年は開幕直後から一番打者に定着し、同年は規定打席（12位、打率.274）にも到達、75盗塁を記録して初の盗塁王を獲得した。2年目は力のある打球を飛ばせるようになり、本塁打も8本記録した。2年目のキャンプ時、見違えるようなスイングを西本監督に「誰に教えてもろたんや？」と言われ、「いやだなぁ、監督ですよ。監督に言われたとおりに素振りしていたらこうなりました」と答えたという。
1972年から背番号を7に変更し、同年は打率.301（リーグ5位）と初の3割越えを果たす。日本プロ野球史上唯一の3桁、達成当時はMLBの記録（モーリー・ウィルスの104盗塁）も破るシーズン106盗塁を記録、史上初となるMVPと盗塁王のダブル受賞を果たした。1974年は首位打者を張本勲、ドン・ビュフォードと争い、リーグ3位の打率.327を記録。
1975年の阪急はプレーオフを制して3年ぶりのリーグ優勝を達成し、日本シリーズで広島東洋カープを下して、初めて日本一となった。
1977年5月15日、大阪球場で行われた対南海ホークス戦で、森口益光から安打を放ち、ちょうど100人目となる1000安打を達成する。7月6日の対南海ホークス戦（西宮球場）の4回に二盗に成功し、それまで広瀬叔功が保持していた通算最多盗塁の日本記録（596個）を更新（このとき、広瀬は中堅手の守備に就いており、グラウンド上で記録更新を目撃した）。その後も1982年まで13年連続で盗塁王を獲得する。初めて盗塁王を獲得してからは、特別なケースを除いてベンチから盗塁の指示（サイン）が出ることはなくなり、福本の判断で走れるようになった（いわゆるグリーンライト）。出塁すれば「自動的にツーベースヒットと同じ意味」を持ち、加藤秀司が「三振さえしなけりゃ、どんな形でも三塁から」生還できると評した。福本は、1971年からの8年間で6度のリーグ優勝、さらに3年連続の日本シリーズ優勝に大きく貢献した。阪急が初めて巨人に勝った1976年の日本シリーズでは打率.407（11安打）、2本塁打でシリーズMVPに選ばれている。1977年の日本シリーズ第2戦では初回に四球で出塁すると、盗塁と二つの内野ゴロによりノーヒットで先制点を挙げ、著書で「これこそ、僕らが公式戦でやってきた普段着の野球」と記している。
1978年は打率.325を記録し、佐々木恭介に次ぐリーグ2位。1980年には当時のパ・リーグ記録となるシーズン112得点を樹立（1964年の広瀬叔功のリーグ記録を更新、1985年に落合博満が更に更新した）した。
1983年6月3日の対西武ライオンズ戦（西武ライオンズ球場）の9回に三塁への盗塁を決め、当時ルー・ブロックが保持していたMLB記録を上回る通算939盗塁を記録。福本は新記録を本拠地の「西宮球場の競り合ったゲームで作る」と決めており、球団からも「西宮での達成」を求められていた。試合はその時点で大差のリードを許し走る気もなかったが、西武の遊撃手である石毛宏典がたびたび牽制のベースカバーに入ったことで「ついカッとなって」走ったという。福本は「何とも気の重い世界記録になってしまった」と記している。記録を達成した瞬間には、同球場で初めて西武以外の選手を祝福するための花火が打ち上げられた。
盗塁のMLB記録を超えた後、当時首相の中曽根康弘から国民栄誉賞を打診されたが、固辞した。この際、「立ちションもできんようになる」と言ったと報じられた。2021年のインタビューでは記者との雑談で口にした言葉だったと述べている。真意として、賞の第一号であった王貞治のような「野球人の手本」になれる自信がなかったこと、麻雀や喫煙もたしなむため他の受賞者に迷惑がかかると考えたことを、2013年の取材に対して述べており、2021年のインタビューでも同様の理由を挙げて「今でももらわなくてよかったと思います」と話している。ただし、大阪府知事賞詞（現：感動大阪大賞）の受賞は受け、大阪府知事の岸昌から賞詞を受け取っている。また、記録達成を記念して特例による名球会入会が認められたがこれも固辞し、同年9月1日の対ロッテオリオンズ戦で田村勲から中前打を放ち、史上17人目となる通算2000本安打を達成して正式に入会した。
このシーズンの盗塁は55に終わり、60盗塁を記録した大石大二郎（近鉄）に連続盗塁王の記録を13年で阻まれた。福本によると、939盗塁の達成前に「しんどかった」ことに加え、大石が自分と同じタイプの選手で「西本さんの教え子」でもあることから、「もう走れへんから、（タイトルを）お前にやるわ」と言ったという。連続記録に「こだわりはなかった」というが、相手が大石でなかったら「きっと14年連続を目指して、頑張っていたと思う」とも述べている。
1984年8月7日には1000盗塁に到達。その後は記録を1065まで伸ばした。1000盗塁を超えてからは、誕生日（11月7日）にちなんだ通算1107盗塁を個人的な目標にしていたという。
1985年は、37歳にしてキャリア最高となる95四球を選び、これは落合博満に次いでリーグ2位であった。同年頃からはレフトを守る機会が増え、盗塁のサインがダグアウトから出されるようになる。
1987年4月18日の対ロッテ戦（川崎球場、先発・山田久志）で佐藤健一のライナーを無理に取ろうとして右肩を脱臼する。救急搬送された病院での診断は「全治2か月」であったが、かかりつけの整体師（愛知県在住）に「任せてダメなら引退する」覚悟で2日おきに診察を受け、2週間で復帰した。福本にとって最初で最後の大きな故障離脱であった。この年のオールスター戦には監督推薦で出場、盗塁を試みたが失敗に終わる、これについて「知らないうちに足が動いていた」とコメントしている。これが福本が出場した最後のオールスター戦となった。
1988年のシーズンにはスタメンに入ったのは23試合にとどまり、出場試合数も92に減った（福良淳一、ダラス・ウイリアムズなどが主な1番打者となる）。それでも福本は現役を続行する意思があり、山田が引退を表明（10月10日）してから数日後、千里阪急ホテルに監督の上田利治と球団常務の矢形勝洋に呼ばれて面談した際にそれを「伝えたつもりでいた」が、その場に記者が来たときに矢形の指示でテーブルの下に隠れたという。シーズン終了間際の10月19日、ブレーブスのオリエント・リースへの売却が伝えられた。後の福本の回想によると、その日は来季の身分を、選手兼任コーチと専任コーチのいずれにするかの回答を球団から伝えられる予定だったが、売却により白紙になったという。阪急球団が作成していた1989年カレンダーには1月の箇所に「外野手」として打席での福本の写真があしらわれていた。
10月23日、阪急ブレーブスとしての西宮球場最終戦があり、試合後の挨拶で監督の上田が「去る山田久志、そして残る福本」と言うつもりだったものを、間違えて「去る山田、そして福本」と言ってしまい、チームのみならずファン・マスコミを巻き込んだ大騒動に発展した。福本は殺到するマスコミを前に「上田監督が言ったなら辞めます」と言い、そのまま40歳で現役を引退した。早くから引退を示唆していた山田に対して、急に引退すると決めた福本は（引退試合もなくやめたため）周囲から「冷たい奴や」と言われたと回顧している。
後年、この時のことについて「引退を取り消すのが面倒くさかった」とも、「体力的にはあと3年はやれたけどね」とも語っている。また、『ベースボール・マガジン』など一部メディアでは、前日にコーチ要請を受け、阪急もなくなるということで引退を決めたと書かれている。『週刊ベースボール』でのインタビューによれば、当初は自由契約を希望したものの、受け入れられず任意引退の形を取られ（取らされ）、それならばと思いコーチ兼任を希望したが拒否されたという。結果的に知人のアドバイスにより引退を決意した。一時は阪神タイガースへの移籍も考えていたという。2021年のインタビューでは上田が「頭のいい人」なので「言い間違いはない」と思ったと述べる一方、「ノムさん（野村克也）みたいにボロボロになるまでやりたかったという気持ちはありました」と引退について話している。
現役最末期の福本は盗塁数が極端に減っていたが、これは出塁しても「待て」のサインが出るようになったためで、これにプライドを傷つけられていたことも引退の一因になっていると語っている。
1989年3月12日の引退試合（対巨人オープン戦・西宮球場）では、山田とともに阪急のユニフォームで出場し、福本は打席に入って香田勲男と対戦した。その後、コーチとして携わるオリックス・ブレーブスのユニフォームに着替えてベースコーチを担当した。

### 現役引退後
引退後の1989年はオリックスの一軍打撃コーチ、1990年から1991年まで同球団二軍監督を務めた。1989年に移籍してきた門田博光の相手を「ほかの誰の手にも負えない大きな存在」という理由で任されたが、同学年で現役の門田を見ると「僕かて野球を続けたかったのに…」と悔しさが募ったと回想している。
1992年から1997年まで6年間朝日放送（現：朝日放送テレビ）・サンテレビジョンの野球解説者を務める。この間の1992年6月16日、MLBのリッキー・ヘンダーソンが福本の持つNPB通算盗塁記録を超える1066盗塁を記録した。ヘンダーソンが福本の記録に近づいた際、福本は記録を破る瞬間を見届けるべく渡米している。ヘンダーソンは、福本が始球式を務めたその試合で福本の記録を抜いた。福本はヘンダーソンを祝福し、金色のスパイクをプレゼントしたのに対して、ヘンダーソンは試合後、記録を達成した時の二塁ベースをプレゼントした。福本はヘンダーソンの身体能力、特に盗塁・帰塁の1歩目を「まるでベン・ジョンソンのスタートのようだった。自分の筋力ではできない」と絶賛し、ヘンダーソンも福本について「尊敬に値する人物」と述べた。
1998年に阪神タイガースの一軍打撃コーチに就任。これは監督の吉田義男から打撃コーチとして招聘を受け、打撃を若い選手に伝えたいという年来の希望が叶うことから、守備走塁コーチとして先にオファーのあった巨人を断って受諾したものだった。しかし、監督が野村克也に交代した翌1999年は一軍外野守備・走塁コーチに配置替えとなり、その年で退任した。
その後は2000年から朝日放送→朝日放送テレビ・サンテレビジョンの野球解説者、スポーツ報知で野球評論家として活動している。
2002年に野球殿堂入り。2006年1月からは、阪南大学野球部特別コーチに就任。
2011年5月7日にほっともっとフィールド神戸で開催されたオリックス・バファローズ対千葉ロッテマリーンズ戦では、山田・加藤とともに、阪急時代を再現したユニフォーム姿で始球式を務めた。
2016年2月には、オリックス・バファローズの春季キャンプで、臨時コーチとして打撃や走塁を指導した。
2007年、第5回グッドエイジャー賞を受賞。
野球以外では、阪神甲子園球場そばにあるベースボールバー「G.LOVE」のオーナーを務めており、店内には本人の阪急時代のユニフォームや阪急西宮スタジアムの座席などが飾られている（現在は本店舗を含め計3店舗を展開している）。

## 選手としての特徴

### 盗塁術
ルーキーの頃、阪急電鉄から出向した浅井浄（1964年東京オリンピック400メートルリレー走代表で、マネージャーからトレーニングコーチを兼務）に指導を受け、福本は肘がぶれない走法を教えられたと記している。また、福本の足はチーム内でも一番速いというわけではなく、走塁時に左右の歩幅が一定で横に広がらない陸上短距離選手が理想とするような走り方であると足跡を収めた映像を交えて検証されたこともある。なお、初の盗塁王については福本は「単に勢いで取れただけ」と語っている。
打力が付き、レギュラーに定着したが、出塁しても盗塁のタイミングが全く分からずに牽制死、盗塁失敗を繰り返していた。前記の通り、結果次第では3年でプロ野球をやめる可能性があったため、自分がプロに在籍した証を残そうと、友人（高校時代の野球仲間）に8ミリカメラで試合を撮影してもらっていた。1969年のオフに自宅でその映像を早回しで眺めたところ、投手の個性が見えたという。それを実戦で確かめたのは3年目のシーズンだった。福本は「相手投手のクセではなく、僕は投球リズムを盗んだ」と記している。これにより盗塁を仕掛けるタイミングをつかんだ。この研究が認められ、その後はフィルム撮影は球団の手で行われることとなった。
しかし、近鉄の神部年男、鈴木啓示の2人だけはなかなか特徴を盗むことができず、何度もフィルムを再生しなおした。神部は軸足（かかとが数ミリ伸び上がったら投球する）、鈴木は顔（顎が下がれば牽制、走者を一度見たら投球）に「癖」があることをついに発見、両投手の攻略に成功した。
東尾修は投球時に左肩が本塁方向に流れることを見抜き、「最初はモーションを盗みやすかった」という。1972年のオフ、ミズノが開いたアドバイザリースタッフとの懇親会で、東尾に頼まれて「すぐに直せるものではないから」この「癖」を教えた。翌シーズンになると東尾はその点を修正した上、逆にわざと左肩を流すようにして牽制球を投じる「ボークすれすれ」の方法も織り交ぜた。東尾はキャンプで審判を集めて「肩が入っていない」とアピールし、福本は塁に出ると審判に東尾の左肩に注意するよう頼むといった攻防もおこなった。
盗塁の3要素と言われる「3S」こと、スタート、スピード、スライディングのうち、スタートは以上のような徹底した投手の癖の研究、スピードは天性の俊足と若い時のフォーム矯正によって研磨された。残るスライディングについては、つま先からやわらかくベースに触れるスライディングを誰にも教わることなく独自に編み出している。スピードを殺さず、足への負担も少ないスライディングだった。ヘッドスライディングは怪我しやすいと嫌い、ほとんどしなかった。ヘッドスライディングの危険性については引退後もたびたび解説の場などで口にしている。また、野手をかわすスライディングを高校時代に試みて捻挫した経験があったため、捕手からの送球をかわすことはせず、ベース正面から左足を伸ばして右足を折りたたんで突入するストレートスライディングしかしなかった。ヘッドスライディングを断固拒否し、それをチームメイトにも守るよう言い聞かせる姿勢であったが、かつてチームを共にしていた高橋慶彦は「俺達のレベルだとやっぱり手から帰らないとリードが取れない」と技術的にとても福本の助言を守れなかった事情を説明している。
スパイクシューズも特注で、普段の靴のサイズ（25 cm）よりも小さい24.5cmを使用し、400グラム弱と非常に軽く作られていた。またチームメイトだった松永浩美によると、歯の位置や本数、長さが異なるスパイクを複数所持し、球場の土の質に合わせ使いわけていたという。
福本の盗塁には優れた2番打者の存在も大きかった。福本自身、「有能なサポーターがおらんと、盗塁なんてひとつも成功しない」と語っている。当初は阪本敏三、ついで大熊忠義がその任にあたった。大熊は打席で福本を見ながら、ファウルボールや空振りをするなど、巧みなアシストをした。1975年のシーズンに、盗塁を目論んで一塁からよいスタートを切れたにもかかわらず、大熊がその投球をファウルにしたことに対し、「見送ってくれたら、二塁は楽勝でセーフやったのに」と言った結果、大熊の機嫌を損ねた。頭にきた大熊の申し出で、その翌日から2番打者がウイリアムスになった。ウイリアムスは直球を打ちに行くため、福本は丸1週間全く盗塁出来なくなった。アシストがないと走れないと謝罪し、大熊は元の2番に戻ってくれたという。1978年からは簑田浩二が台頭、簑田は自身も俊足なのを生かして、この年から1983年まで25盗塁以上を記録した。
このように、福本の盗塁術は徹底した研究と高度な技術によって完成されたものだったが、何よりも大切なのは思い切りだという。福本の盗塁成功率は106盗塁した1972年で.809、通算で.781と優秀ではあるが飛び抜けて高くはなく、通算盗塁刺299も日本記録である。また日本シリーズ史上最多となる、1シリーズで3盗塁死という記録（1984年対広島）も持っており、2018年現在でも1953年の与那嶺要（巨人）、2018年の田中広輔（広島）と並ぶ最多記録タイである。これらのことから、盗塁数の多さは同時に盗塁企図数の多さを示しており、思い切りの良さが現れている。福本の前の通算日本記録保持者である広瀬叔功は、「勝つために走る」「チームが必要としている時に走る」自らの姿勢と（盗塁技術習得の一環として）「失敗を恐れずにどんどん走るべき」という福本の考え方を比較して「私の考え方と相容れない」としながらも、「ゲームの中で走ることによって、彼は彼なりの方法で盗塁の技術を極限まで高めた」「私がとやかく言えるような選手ではない」と評している。福本は、広瀬の日本記録を更新した際に「お師匠さん（広瀬）にかなわんことがぎょうさんある。その一つにボクのスタートは完全やない。ここ一番の心理状態も及ばない」「師匠の前で記録を作りたくなかった」とコメントしている一方、「意味のない、無駄な盗塁」（福本がシーズン日本記録を更新した直後に続けて三盗を決めたことをこう評したと伝えられた）という広瀬の言葉に対しては「『無駄な盗塁』などはありえない、と僕は確信しています」と述べている。
1979年のオールスターゲームの時、やはり俊足を売りにしていた広島東洋カープの高橋慶彦が福本に盗塁術の教えを請うたところ、答えはたった一言「気合いや」だったので面食らったという（ちなみに、高橋は歴代5位の通算477盗塁を記録しているが、福本に次ぐ歴代2位の通算206盗塁刺を記録している）。なお、第1戦の3回裏、安打で出塁した福本はすぐに盗塁を成功させ、高橋も9回に三盗を成功させている。
野村克也は、福本について「（こちらが）走ると思うと走らない。走らないと思うと走る。あいつに鍛えられた」と評している。また、堀内恒夫は「福本はクロスプレーも巧い。福本は、クロスプレーの際に相手の捕手がベースを覆い隠していた場合には、相手の脚の関節をスパイクの裏で蹴るらしい。そうすることにより、自然に相手の足が動いて隠れていたホームベースがあらわれる」と語っている。
1972年に球団はPRのために、福本の足に1億円の保険をかけた。掛け金が25万円で、福本が負傷してプレーできなくなった場合に球団に1億円が支払われるというものだった。後述するように人一倍体調管理、怪我防止、強靭な体作りに神経を使い、なにより「これだけ金をかけてる以上は絶対に大事にしないといけない」という心構えから、福本は現役中試合中には一度も足を怪我しなかった。保険は3年間で打ち切られたという。
大熊は福本の盗塁後に送りバントやゴロを打って三塁に進めてくれたため、福本はホームに生還できるための技術も磨いた。中腰のポーズで打球がヘルメットのつばの上下どちらに行くかを、スタートする判断の目安としていた。
通算1065盗塁の内訳は二盗915（失敗265）・三盗149（失敗27）・本盗1（失敗6）である。三盗については「セカンドからヒット一本でホームに帰れるのに、わざわざ危険を冒す必要もないし、二盗のような駆け引きもないからつまらない」と述べている。一方で「三盗はマークされないから簡単」とも言ってもいる。1度だけの本盗に成功したのはシーズン最多盗塁を記録した1972年で、7月1日の対近鉄戦であった。このとき福本は「滅多にないテレビ中継があるので狙っていた」という。この本盗では珍しくヘッドスライディングしており、試合後にその理由について「間一髪を争うプレー。手からいくとタッチは上から押さえつけるようになる。この方がセーフの確率が高くなるでしょう」とコメントしている。本盗については打者がバットを振る可能性から「ほんまに怖い」と著書で記し、成功した1回も打席の打者にサインを通さず走ったという。
1試合の最多記録は5盗塁（1972年5月3日・パ・リーグ記録）だが、4盗塁以上が9回、3盗塁以上は40回あり、宇佐美徹也は「ご立派の一言に尽きる」と評している。
11試合連続盗塁を2度（1971年、1974年）記録し、2020年に福岡ソフトバンクホークスの周東佑京が更新するまで49年にわたり日本記録であった。記録を作った当時、福本はこのような記録が存在することを特に意識していなかったという。
福本豊の盗塁対策としてクイックモーションが積極的に用いられるようになったのは有名であり、それを率先して行ったのが野村克也であったことから「野村がクイックモーションの原案者」と言われることもあるが、一番の切っ掛けを作ったという意味では「福本がクイックモーションを作った」と言われることもある。

#### 他球団の福本対策
福本の盗塁が脅威と認識されるようになると、各球団は本腰を入れて対策に乗り出すようになった。なお、福本は盗塁を許すのはピッチャーの責任が7割、キャッチャーの責任が3割であると語っている。
- ロッテオリオンズ
  - 福本によると、妨害策が「真っ先に頭に浮かぶ」チームはロッテだという[97]。ブロックのために野手の足にプラスチック製のプロテクターを装着させたり、本拠地だった宮城球場の走路（一塁の先と二塁の手前）に水を吸わせた土を入れた「砂場」を作り走りづらくさせた[97][注 17]。グラウンドキーパーから「福本さん、足、気ぃつけてください」と言われたともいう[98]。後者については、本来の走路以外（ベースラインの内と外）を走る「実験」をして、内側だと牽制球がほとんど来ないことに気づき（投手からの見え方の違いによる）、2つの走路を使い分ける手法を覚えたという[97]。また福本は、飯塚佳寛や弘田澄男、有藤通世らロッテの俊足の選手もこのために走れなくなり「阪急より大きな損をしたように思う」と記している[97][注 18]。
- 読売ジャイアンツ
  - 1971年の日本シリーズ直前には、牧野茂コーチの発案で、牽制球で一塁にわざと勢いのある悪送球を投げ、一塁側の内野フェンスに跳ね返ったボールを送球して二塁で福本を封殺する練習を繰り返していたが実行されることはなかった[100][101][102]。また森昌彦も、二塁ベースにボールを当てる練習を繰り返していた。自身が投手から受けたボールを二塁ベース目がけて送球し、二塁手が二塁ベース上で捕球したところに福本の足が入ってくる形で補殺するため（福本の場合、タッチではアウトにできないと考えられたため）だった[103]。この作戦は成功し、日本シリーズ第1戦の9回裏、一塁走者だった福本は初球から盗塁を試みたが、二塁ベース上で牽制死した（福本が滑り込んだのは、送球を受け取った土井正三のグラブだった）[104]。福本は試合後、「アウトになるなんて、考えてもいなかったですね。あれしかない、たったひとつ、あのプレーで阪急は死んじゃったですね。針の穴を通せなかったぼくの責任は大きかったです」と語っている[104]。
  - 福本は、巨人との日本シリーズで足を封じられた原因として、「巨人のエース・堀内恒夫の存在が大きかった」と振り返っている[105]。堀内は森と対策を考え、自分はクイックモーションで投げて牽制もするからと、森に二塁にきちんと投げるよう頼み、森はトスされたボールを二塁に投げる練習を繰り返した[101]。また、福本によると堀内の牽制球は「1球ごとにタイミングが違」った上に、自分は短期決戦のプレッシャーから硬くなっていたという[101]。福本は堀内を「日本一走りづらいピッチャー」[106]「クイックも牽制もうまいし、クセも見つからなかった」と評し、堀内はその理由について、重心移動がうまくセットポジションで左肩を一塁に開き気味にしたまま本塁に投球できた点を挙げている[107]。1971年の日本シリーズではこのあと福本は一度も盗塁を企図できなかった[108]。捕手の森も、若手の頃にクイックモーションの名手・堀本律雄投手とバッテリーを組んだ試合では、1960年から1962年の3年間に阻止率.706（51企図に対し36盗塁刺）という驚異的な数字を残し、特に1960年6月1日の大洋戦では一試合5盗塁刺（企図された5回全てを刺す）を記録するなど[109]、クイックモーションの有効性を肌で知っていた。なお、巨人の監督が長嶋茂雄に代わり、捕手も吉田孝司に変わった1977年の日本シリーズでは、第2戦の初回に堀内のクイックをかわして盗塁に成功している[39]。
- 南海ホークス
  - 野村克也は福本の盗塁に対抗する手段として、福本をイニングの先頭打者として迎えないように、二死走者なしの状態から9番の投手を四球で歩かせ、1番の福本と勝負するという策（当時のパ・リーグはまだ指名打者制導入前だった）や、福本が二盗を試みると二塁にわざとワンバウンドの送球を投げ、脚にぶつけることも考えていた。しかし、前者は一度目は成功したものの、二度目には狙いがばれて、阪急監督の西本幸雄が投手に盗塁をさせたため、キャッチャーの野村は盗塁を刺さざるをえなくなり、後者は「脚に球をぶつけて怪我をさせようとしたが、実際には背中に球が当たってしまい、（怪我させるという）狙いがばれて、えらい怒られた」という[100]。結局こうしたその場しのぎの策では福本を封じることができなかったため、野村は抜本的な対策としてクイックモーションの改良に乗り出し、コーチ陣と検討を重ねて、足をほとんど上げずに投げる「すり足クイック」を考案した。福本はこの南海式のクイック投法について「モーション自体が小さくて早いのはノムさんの時の南海が最初です。足を上げて投げてくれるとタイミングをつかむのがラクなのに、ほとんどスリ足の状態で放ってくる。思い切ってスタートを切っても殺されるケースが増えました」と語っている[96]。南海式クイックの普及によって投手のデータは「全部白紙に戻ってしまった」といい、野村がいなければ盗塁は「1500個を超えていた」と記している[110]。2020年2月に野村が死去した際、福本は（野村の対策が自分の）「レベルを上げさせてくれた」「若手の頃は打席での会話で集中力をそがれやられることが何度もあった」と偲んだ[111][112]。
- 近鉄バファローズ
  - 梨田昌孝は二塁送球の時間を短縮するため、福本が出塁すると右足を半歩下げて構えていたという。阪急と近鉄の試合前、福本と梨田はよくどちらが勝つか賭けをしていたという。ただし、上記のとおり、福本は特に癖のない投手すらも癖を盗むことに成功していたため、いかに強肩の梨田であっても福本が勝つことが多かった[67]。梨田は前記の構えのほかにも、捕球してから二塁送球までの時間を短縮するためボールをミットの掌の部分に当てて跳ね返ったところを右手でつかんで投げたり、目を閉じた状態でも二塁に正確に投げる訓練をしたり、慌てないよう福本のスタートを見ずにベンチからの声でスローイングするといった対策を重ねた[113]。
- 西鉄ライオンズ
  - 稲尾和久監督の発案で、福本のスタートが切りづらくなるよう一塁ベース付近がベチャベチャになるくらい水を撒いた[114]。

### 打撃
盗塁だけでなく打撃においても優秀な選手であったのは、178回の猛打賞、3割を7度記録し、2500本安打、200本塁打を達成したことや、8000打数以上の選手中で歴代4位となる通算打率.291の数字を残していることなどからも証明されている。しかし、新人時代はプロのスピードに押されっぱなしで、福本は打撃練習の際に三塁側へ「当て逃げ」のような打撃を繰り返していた。「足が速いので三塁側に転がせば内野安打になります」と監督の西本幸雄に話したこともある。しかし、西本には「そんな楽な練習しかしていなかったら力など絶対つかない」「いくら体が小さくてもしっかり振り切るバッティングをしなきゃいかん。オフの間にバットをしっかり振れる体を作ってこなければレギュラーには使えん」「ツボに来たらホームラン、ってものを持っていないとプロでは長生きできない」とひどく叱られたという。1970年にはドン・ブレイザーが「福本は本当にもったいない。あの足でもっとショートゴロを打てば、確実に首位打者になれるのに」とコメントした記事を目にし、セーフティバントを遊撃手の方に転がす練習をしたところ、西本から「そんな打ち方しとったら、お前に代えて正垣や当銀を使うぞ」とやはり叱られた。
福本はプロ入り当初より960 - 980gの重いバットを使用していた。その後藤原満（南海）が使用していた径の太い「つちのこバット」を、大熊（近畿大学で藤原の先輩）が手に入れ、そのうちの1つをモデルにミズノで自分のバットを作った。このタイプのバットで打撃練習をすると「コーン」と良い音がして、強くて速い打球が打てたという。これをきっかけに福本は「つちのこバット」でしっかり振り切る練習を繰り返した。このときのトレーニングが功を奏し、小柄な体格のわりには長打力も身につき、シーズン2桁本塁打を20年間で11度記録（最多で21本塁打）し、2007年に高橋由伸に更新されるまではシーズン初回先頭打者本塁打の日本タイ記録（1972年の8本）保持者でもあった。なお、通算43本は現在も日本記録である（日米通算ではイチローが更新）。この戦法はのちの俊足打者にも強い影響を与え、若松勉（ヤクルト）・大石大二郎（近鉄）らもつちのこバットを愛用していた。1976年の日本シリーズでは投手の山口高志や山田も福本のバットを使用して安打を放っており、福本は著書でこのバットなら「ピッチャーでも、ボールに当てるのはそれほど難しくなかった」と記している。「つちのこバット」の重さは当初1200gで10年目頃に1080gに「落ち着いた」という。野球殿堂博物館に展示されている福本のバットは他の打者のバットと比べて、太く、短く、重い。
盗塁では投手の癖を盗むことに執心した福本だが、打撃は自然体で臨んだという。岡崎満義（『Number』初代編集長）に「（癖を盗む研究を）打撃にも生かさなかったんですか」と質問された際、「打撃ではどうしてもうまくいきませんでした。癖を盗むことによって球種などを読めたことで、逆に気負ってフォームが崩れてしまうんですわ」と答えている。
俊足と巧打を活かしたプレイでランニングホームランも4回記録しており、日本プロ野球では歴代3位タイである。
通算4回の最多安打は、1998年にイチローに抜かれるまではパ・リーグ記録であった。2011年現在は榎本喜八、ブーマー・ウェルズと並ぶパ・リーグ歴代2位の記録である。また、1977年にはプロ野球歴代4位タイ、パ・リーグ歴代3位の30試合連続安打を達成している。
1985年に三塁打、現役最後となった1988年に二塁打の通算記録を更新し、一時は盗塁と合わせて3つの日本記録を保持していた。このうち二塁打は2005年に中日の立浪和義に破られたが、2017年現在もパ・リーグ記録である。立浪は記録更新に際して「福本さんの足があと少し遅ければ、この記録更新はなかった」とコメントしている。これは通常の選手なら三塁打が難しく二塁打になる当たりでも三塁打にできるという福本の走塁能力の高さを指している。通算二塁打と三塁打を合わせた数（564）は歴代1位である。福本は「スリルとチャレンジという点で、バッターとしては三塁打がいちばん面白い」と記している。2009年の著書では、自身が現役時代狭い球場で記録を作ったこと比較して、球場の広い今の選手が三塁打を狙わないことを残念に思う趣旨の発言をしている。
200本以上の本塁打も記録しているが、福本自身は「一番打者の仕事は出塁であり、本塁打を狙うのはおかしい。フルカウントに追い込まれて、やりたいようにやるのはわかるけど、そうでもないのに本塁打を狙うのはやはりおかしい」と語っており、本塁打狙いの一番打者が多い平成のプロ野球選手について苦言を呈している。ただし、自身の記録に関しては、小柄な自分が208本も打てたという点で、「僕が自慢したい」数字だと述べている。200本以上の通算本塁打を記録したことは野村克也からも「お前が!?」と驚かれるなど、本人のイメージに反するものとしてプロ野球関係者からも認識されている。
打撃三冠のタイトルには縁がなかった。1978年にはシーズン後半まで打率首位を保ち、首位打者の可能性があったが、終盤に規定打席を満たした佐々木恭介（近鉄）が抜き去り、タイトルには手が届かなかった。福本は佐々木について「覆面パトカーのように現れて」と記している。

### 守備
俊足や判断力は守備にも生かされた。社会人時代から肘に故障を抱えていたため、送球にやや難があったが、それを補って余りある守備範囲を誇り、通算守備機会5272、通算刺殺数5102は2017年現在もプロ野球記録である。1974年7月22日に阪急西宮球場で行われたオールスターゲーム第2戦では、阪神の田淵幸一が放った本塁打性の打球を、フェンスの上までよじ登ってキャッチ、アウトにした。これを見た巨人の長嶋茂雄は「まるで猿だよね」と評した。もっとも、福本自身は「基本通りにボールの落下点へ一直線で駆け込みさえすれば、どの外野手でもできる」と記している。同試合ではファインプレーに加えて本塁打も1本放ち、MVPを受賞している。
ダイヤモンドグラブ賞（現・ゴールデングラブ賞）を歴代最多の12回も受賞するなど「外野守備の名手」と言われる福本だが、新人時代のキャンプでは守備練習でバンザイを繰り返すなどプロの壁にぶつかった時期があった（松下電器時代までは、足の速さから自分勝手な判断で走り出しても捕球できたが、プロは違ったと語っている）。監督の西本は、外野守備と打撃を担当するコーチの中田昌宏（現役時代に本塁打王を獲得）に「生きた打球を覚えさせてやってくれないか」と福本専用のノッカーとなるよう依頼した。福本は速い上に「急に伸びたり曲がったり」する打球のノックを毎日200本近く受けるうちに、落下点を想定してそこまで直線的に走れるようになった。中田からは相手チームの打撃練習を観察して打者ごとに打球の傾向を把握することも義務づけられた。こうした中田の教えや練習と経験の積み重ねによって、福本は外野守備の名手へと成長していった。他球団野手からすると「信じられないくらい守備範囲が広かった」ため、「センターに打っても、ヒットにならへんで」という状態であった。
肩は「そこそこ自信があった」（1976年にはセンター前からの二塁封殺を4度記録）が、プロ入りから約10年目頃にキャンプで無理なスローイングをしたことで左肘に遊離軟骨を引き起こし、送返球での制約を遊撃手の大橋穣のカットプレーで補うようになった。現役晩年（1984年以降）はレフトにまわっている。こうした事情から、強肩・送球の優劣を示す目安としての補殺数をみると、通算では109補殺（2293試合）を記録しているが、1補殺あたりの試合数を強肩中堅手としての評価が高い他の中堅手と比較するとかなり見劣りがする（福本が21.0であるのに対し、例えば山本浩二は14.8である）。
現役終盤には左翼手を務めたが、高校・社会人・プロと中堅手しか守っていなかったので、中堅手よりフェンスが定位置から近いことなど中堅手の経験則が働かないことに恐怖を感じたという。本人は「他所(のポジション)に行ったら下手」と中堅手以外のポジションには対応できなかったことを自認している。
福本は、オリックスについては自分たちのあとも山森雅文、本西厚博、田口壮、イチローと優れた外野手が輩出され、守備練習の基礎も受け継がれているので、「選手たちはかわいい」と語っている。

### 記録など
17年連続規定打席到達、シーズン全試合出場8度の2つのパ・リーグタイ記録を持っている。また、2017年現在、阪急・オリックスの生え抜き選手として唯一2000本安打と2000試合出場を記録している。阪急の厚い外野手選手層の中でレギュラーをつかんだ頃、大熊忠義から負傷して休むとポジションを奪われるという忠告を受け、少々の怪我では休まない強靭な体を作ることを意識するようになった。レギュラーだった時代にもフル出場していないシーズンが複数あるが、福本によると監督の上田から優勝後に若い選手に交代するよう求められて、（連続試合出場記録の意識もなく）出番を譲っていたためだという。衣笠祥雄の連続試合出場記録（2215試合）には敬意を示しながらも、記録になると知っていたら「必ず挑戦しとったと思いますね」と述べている。西本監督時代、シーズン盗塁記録を更新した1972年には優勝決定後「けがしたらあかんから休んどけ」と言われて、出るつもりだったが欠場したという。
通算本塁打は208本であり、これは日本プロ野球界の通算安打数ベストテンに入る選手の中では立浪（171本塁打）に次いで少ない。また、シーズン20本塁打に到達したのも1980年の1回のみである。しかし、プロ1年目から最終年まで本塁打のなかったシーズンは一度もない。打撃三冠を取ったことのない選手の中での最多安打記録の持ち主でもある。
現役時代の背番号「7」はオリックス・ブルーウェーブの準永久欠番待遇であったが、引退前後に親会社が阪急電鉄からオリックスに変わったことなどがあって、正式な永久欠番とはなっていなかった。1991年ドラフト1位で入団した田口壮に背番号7が打診されたが、田口が固辞している（田口の背番号は6になった）。また、イチローもシーズン210安打を記録した1994年のオフに背番号7への変更を打診されたが固辞している。2001年には本人公認の上で、同年に横浜ベイスターズから移籍してきたばかりであった進藤達哉が背番号7を着けた。進藤が引退した後は日高剛が背番号7を着け、2004年に球団が近鉄と合併してオリックス・バファローズになったことを受け、準永久欠番扱いも失効している。山田が「7と（山田の）17は永久欠番にしてほしかったなあ」と語ったのを受け、福本は「それと（加藤英司の）10。この3つは今からでも返してほしいね」と語っている。

## 解説者として
ヘッドスライディングを行った選手に対して「到達時間が変わらないのに怪我をする確率が高くなる」として、「強い足」によるスライディングをすべきと述べている。
ユニフォームの着用について、ストッキングを見せるクラシックスタイルを「正しいユニフォームの着方」「あんなに格好いいものはない」と強く推奨している。理由として「走りやすい」「足が速い選手に見える」といった点に加え、膝を露出することで球審にストライクゾーンの境界をアピールできることを挙げている。
技術的な説明を求められると「ゴーン」「カーン」「ビャッと」などの擬音で表現することが多い。福本は著書で「その場で思いついた表現でもええから、誰にもわかる言葉でポンポン伝える。視聴者が『そうそう、自分もそう思う』と相槌を打ってくれるような放送をしたい。」と解説のポリシーを述べている。
赤星憲広に対しては厳しい評言をたびたびおこなっていた。もちろん好き嫌いで評価しているのではなく、走攻守の全てで高いレベルのプレーを要求していたことの表れであり、特に盗塁及び外野守備については熱く語る傾向にあった（福本は赤星のヘッドスライディングやダイビングキャッチを好まず「駆け抜けたほうが速い」「怪我の危険性も高くなる」「上手い外野手は飛び込まずに落下地点できっちり捕る」などとしばしば発言していた。福本は赤星の現役末期（2009年）の著書で、二塁ベース近くからスライディングする赤星は足に力がかかりやすく、首を負傷していたことも踏まえて「そのうち痛い目にあいますよ」と警告していた。
2020年に自身の持っていた連続試合盗塁記録を更新した周東佑京については、「周東が塁に出ると、自分もグラウンドにいるような気持ちでワクワクする。ファンの期待通りに走ってくれるし、本当のプロ。」と評価している。
解説ではユニークな発言をすることがあり（詳細後述）、長時間の試合になった際に「加古川より向こうの人、帰られへんね」と発言。その発言は後にインターネットスラングとなり、2023 ワールド・ベースボール・クラシックの際には「加古川の人」がTwitterのトレンド入りした。またサンテレビボックス席展では福本の発言をまとめた、「福本豊　迷！？言集ボード」が制作された。

## 人物
結婚に際して、監督の西本幸雄は起用の公平性の観点から選手の仲人をしないと聞き、先に仲人として西本の名前を書いた招待状を印刷してから「もうみんなに配りましたので」と西本に頼んで引き受けさせた（後に山田と加藤も西本が仲人を務めた）。
1983年4月30日、対近鉄戦の試合前に、バンプ・ウィルスとともに競走馬（ジンクピアレス）と競走するイベントに出走した。この催しは球団が簑田浩二も含めた「快速トリオ・イベント」と銘打って選手に打診する前にマスコミに発表、簑田は即座に拒否し福本も断るつもりでいたが、球団社長から「公表した以上取り止めるわけにはいかない。西宮球場に来てくれるファンのためにも……」と頼まれたため「ひと晩悩んだ末に仕方なく」受諾した。福本は「僕は古いタイプの人間で、球団にとっては扱いやすい選手だったように思う」と記している。「競走」はジンクピアレスが足を滑らせたためにまともな勝負にはならず、結果はバンプの勝利だった。それでもこのイベントのために西宮スタジアムには約2万8千人の観客が訪れ、そのこと自体は「うれしかったですよ」と福本は後年述べている。
また、シーズン盗塁のMLB記録超えがかかった1972年の試合では、球団営業から「盗塁予告」をするよう依頼され、「相手に悪いから、嫌や」と答えたものの、観客へのサービスと考えて四球で出塁した際に手を挙げた。後年の回想で「相手捕手には悪いことをした。ほんまに失礼なことをしたし、申し訳ないことをした気持ちの方が強いね。」と述べた。
阪急では新人選手はオフに養護施設と療養施設の慰問が義務づけられていたが、福本は義務が免除される2年目以降もオリックスのコーチを退任するまで23年間毎年これを続けた。身体障害者の療養施設では、福本が入所者を誘って野球をおこなったことで退所した障害者が各地に野球チームを作り、後に発足した日本身体障害者野球連盟の名誉理事長に就任している。また、憧れていた長嶋茂雄を見習う形でできるだけ球場でファンにサインをしたり、オフに不要となった前年のガイドブックを球団からもらい受けて武庫川の河原に来る野球少年に無料で配ったことがあるなど、ファンサービスにも熱心だった。
大の宝塚歌劇団好きである「ヅカファン」。元々宝塚歌劇団と阪急ブレーブスは同じ阪急系列のため身近な存在ではあったが、以前は「女性が見るもの」という意識から敬遠していた。しかし、2006年に初めて観劇したところ「目からウロコが落ちた」という。2014年の著書の「あとがき」では「規律と礼儀正しさが生み出す美しい舞台に魅せられて、今ではすっかり宝塚歌劇のファンになってしまった」と記している。自ら「自分に会いたければ月曜日に宝塚に来ればいい」と語るほど。劇団創立100周年に当たる2014年に行われた「宝塚大運動会」では、大トリ競技の「組対抗リレー」でスターターを任された。
また落語好きでもあり、自らの店でも親交のある落語家（笑福亭銀瓶など）を招いて定期的に落語会を開いている。中でも笑福亭仁智は福本を題材とした創作落語を複数発表している。
釣りを趣味としており、現役時代には尼崎市や西宮市の海岸、ポートアイランドといった場所に「気分転換」や「気晴らし」に通っていた。ブレーブスの売却が伝えられた1988年10月19日の夜は、報道記者から逃れるために武庫川河口の一文字埠頭に夜釣りに来たものの、「ロッテ－近鉄戦のラジオ中継は耳に入らず、釣りを楽しむ心境ではなかった」と記している。
パンチ佐藤（元オリックス）は現役時代、休日前日の練習終了後に同僚数人と共に当時二軍監督だった福本に呼ばれ、「明日が休みやからといって須磨海岸に行って海に入ったりしたらアカンぞ。体冷えるからな」と注意を受けた、翌日福本の注意を無視して同僚と須磨海岸に遊びに行った所、サングラスをかけ海パン一丁の福本が日焼けをしていたのを発見しビックリしたという。
現役時代の選手応援歌は米国の愛国歌「ヤンキードゥードゥル」の替え歌で、後年歌詞を改変したものがイチロー（その応援歌は金子千尋に使われたこともある。）に流用されている。
野球では左投左打だが、ペンは右手で持つ。箸は左。
2021年シーズン終了後、昨今のNPBの盗塁について「笑いますね」「最低ね、40はしたい」「少ないでしょ。もうちょっと、やっぱり走らないかん。試合数は140試合（2021年は143試合）からあるんですから。20何個（で盗塁王）は…。怒られますけど、僕100ナンボの時、1カ月でしてますよ」と24盗塁で4選手が盗塁王を分け合った2021年シーズンのパ・リーグを引き合いに首をひねった。

## 語録

### 現役時代
- 1976年の日本シリーズ第3戦（10月27日）に阪急が勝利して巨人に3連勝したあと、「近鉄だってロッテだって、ウチと三つやれば一つは勝つで」と発言、驕っていると受け取られて非難を浴びた[156]。このあと巨人に3連敗し、逆転で日本一を逃す寸前まで追い込まれた（第7戦に勝利）。後年の取材に対し福本は「言葉足らずで意味が通じへんかった。ロッテは強かった。ピッチャーは成田さんなんかがおった。それまで巨人に一回も勝ってないのに『弱い』なんて言えるわけがない」とコメントしている[156]。

### 現役引退後
- 1992年5月27日『サンテレビボックス席』で阪神甲子園球場から放送された阪神対大洋戦の中継において、投手戦で0が並んだまま延長に入ったスコアボードに、実況担当の楠淳生が「福本さんどうですか? 点入らないですね」と話しかけると「たこ焼きみたいやな」と返答し、15回裏に阪神が1点を取ってサヨナラ勝ちを収めると「たこ焼きにつまようじがついたな」と述べた[157]。楠は「たこ焼き事件」と呼ばれたこの一件を契機に「福本さんのざっくばらんに磨きがかかって、面白くなりました」と評している[157]。
- 2008年7月29日のABCフレッシュアップベースボールで神宮から放送されたヤクルト対阪神戦は5回終了後悪天候のため試合を中断していた[157]。当日は2階席に設けた仮設放送席から中継していたが、吹き込んでくる雨から逃げるディレクターに楠と二人で「お前だけで逃げるな!」とツッコミを入れた[157]。楠が他球場の経過等を伝えている間も「雷や、雷や!」と騒ぎ、楠に「しょうもない業務連絡やめてください」とたしなめられると「アホ、そやかて服濡れてしまうやろ」と返答した[157]。放送席の周囲に観客が集まる中、「寒いなーこんなことなかったら麻雀やっとるわー」と話したり、コールドゲームで阪神が勝つと勝利投手のライアン・ボーグルソンを「儲けた白星やな」と評するなど、楠曰く「即興の漫才をやっているような状況」だった[157]。

## 詳細情報

### 年度別打撃成績
| 年 度      | 球 団      | 試 合 | 打 席 | 打 数 | 得 点 | 安 打 | 二 塁 打 | 三 塁 打 | 本 塁 打 | 塁 打 | 打 点 | 盗 塁 | 盗 塁 死 | 犠 打 | 犠 飛 | 四 球 | 敬 遠 | 死 球 | 三 振 | 併 殺 打 | 打 率 | 出 塁 率 | 長 打 率 | O P S |
| ---------- | ---------- | ----- | ----- | ----- | ----- | ----- | -------- | -------- | -------- | ----- | ----- | ----- | -------- | ----- | ----- | ----- | ----- | ----- | ----- | -------- | ----- | -------- | -------- | ----- |
| 1969       | 阪急       | 38    | 41    | 39    | 8     | 11    | 3        | 0        | 2        | 20    | 4     | 4     | 1        | 0     | 0     | 2     | 0     | 0     | 6     | 0        | .282  | .317     | .513     | .830  |
| 1970       | 阪急       | 127   | 489   | 423   | 92    | 116   | 23       | 3        | 8        | 169   | 41    | 75    | 15       | 3     | 3     | 55    | 0     | 5     | 71    | 4        | .274  | .362     | .400     | .762  |
| 1971       | 阪急       | 117   | 481   | 426   | 82    | 118   | 18       | 5        | 10       | 176   | 45    | 67    | 14       | 0     | 4     | 50    | 4     | 1     | 49    | 2        | .277  | .351     | .413     | .764  |
| 1972       | 阪急       | 122   | 542   | 472   | 99    | 142   | 25       | 6        | 14       | 221   | 40    | 106   | 25       | 3     | 2     | 62    | 3     | 3     | 69    | 2        | .301  | .384     | .468     | .852  |
| 1973       | 阪急       | 123   | 566   | 497   | 100   | 152   | 29       | 10       | 13       | 240   | 54    | 95    | 16       | 0     | 2     | 65    | 3     | 2     | 56    | 3        | .306  | .387     | .483     | .870  |
| 1974       | 阪急       | 129   | 539   | 477   | 84    | 156   | 19       | 7        | 8        | 213   | 52    | 94    | 23       | 1     | 1     | 58    | 1     | 2     | 57    | 2        | .327  | .401     | .447     | .848  |
| 1975       | 阪急       | 130   | 549   | 491   | 79    | 127   | 26       | 4        | 10       | 191   | 51    | 63    | 12       | 1     | 3     | 50    | 1     | 4     | 74    | 3        | .259  | .330     | .389     | .719  |
| 1976       | 阪急       | 129   | 567   | 489   | 88    | 138   | 23       | 9        | 8        | 203   | 46    | 62    | 17       | 0     | 3     | 73    | 0     | 2     | 66    | 8        | .282  | .376     | .415     | .791  |
| 1977       | 阪急       | 130   | 597   | 541   | 89    | 165   | 21       | 9        | 16       | 252   | 54    | 61    | 13       | 1     | 2     | 49    | 3     | 4     | 74    | 6        | .305  | .366     | .466     | .832  |
| 1978       | 阪急       | 130   | 595   | 526   | 107   | 171   | 35       | 10       | 8        | 250   | 34    | 70    | 21       | 3     | 1     | 60    | 4     | 5     | 65    | 4        | .325  | .399*    | .475     | .874  |
| 1979       | 阪急       | 128   | 587   | 493   | 101   | 142   | 27       | 9        | 17       | 238   | 67    | 60    | 24       | 7     | 3     | 79    | 3     | 5     | 63    | 2        | .288  | .390     | .483     | .873  |
| 1980       | 阪急       | 128   | 603   | 517   | 112   | 166   | 29       | 6        | 21       | 270   | 58    | 54    | 20       | 4     | 3     | 78    | 5     | 1     | 64    | 3        | .321  | .409*    | .522     | .931  |
| 1981       | 阪急       | 130   | 584   | 495   | 90    | 142   | 22       | 7        | 14       | 220   | 48    | 54    | 15       | 6     | 2     | 80    | 2     | 1     | 65    | 3        | .287  | .386     | .444     | .830  |
| 1982       | 阪急       | 127   | 575   | 476   | 97    | 144   | 31       | 7        | 15       | 234   | 56    | 54    | 20       | 8     | 1     | 88    | 1     | 2     | 46    | 4        | .303  | .413     | .492     | .905  |
| 1983       | 阪急       | 130   | 587   | 493   | 89    | 141   | 26       | 7        | 10       | 211   | 59    | 55    | 20       | 7     | 1     | 85    | 7     | 1     | 40    | 5        | .286  | .391     | .428     | .819  |
| 1984       | 阪急       | 130   | 585   | 488   | 93    | 126   | 22       | 2        | 9        | 179   | 41    | 36    | 17       | 8     | 2     | 85    | 1     | 2     | 41    | 3        | .258  | .369     | .367     | .736  |
| 1985       | 阪急       | 130   | 531   | 425   | 95    | 122   | 15       | 7        | 11       | 184   | 51    | 23    | 10       | 5     | 6     | 95    | 0     | 0     | 40    | 5        | .287  | .412     | .433     | .845  |
| 1986       | 阪急       | 130   | 520   | 454   | 75    | 120   | 18       | 2        | 8        | 166   | 29    | 23    | 12       | 5     | 3     | 55    | 1     | 3     | 55    | 2        | .264  | .346     | .366     | .712  |
| 1987       | 阪急       | 101   | 386   | 349   | 53    | 100   | 25       | 3        | 5        | 146   | 33    | 6     | 3        | 2     | 2     | 33    | 1     | 0     | 35    | 0        | .287  | .346     | .418     | .764  |
| 1988       | 阪急       | 92    | 206   | 174   | 23    | 44    | 12       | 2        | 1        | 63    | 21    | 3     | 1        | 0     | 0     | 32    | 1     | 0     | 18    | 4        | .253  | .369     | .362     | .731  |
| 通算：20年 | 通算：20年 | 2401  | 10130 | 8745  | 1656  | 2543  | 449      | 115      | 208      | 3846  | 884   | 1065  | 299      | 64    | 44    | 1234  | 41    | 43    | 1054  | 65       | .291  | .379     | .440     | .819  |

- 各年度の太字はリーグ最高、赤太字はNPBにおける歴代最高
- NPBでは、1984年までは犠飛を考慮せず出塁率を計算していたため、当時の計算方法ではリーグ1位ではなかったが、現在の計算方法ではリーグ1位になる。

### 年度別守備成績
| 年 度 | 球 団 | 外野  | 外野  | 外野  | 外野  | 外野  | 外野     |
| 年 度 | 球 団 | 試 合 | 刺 殺 | 補 殺 | 失 策 | 併 殺 | 守 備 率 |
| ----- | ----- | ----- | ----- | ----- | ----- | ----- | -------- |
| 1969  | 阪急  | 29    | 23    | 1     | 1     | 0     | .960     |
| 1970  | 阪急  | 122   | 271   | 8     | 2     | 1     | .993     |
| 1971  | 阪急  | 115   | 296   | 7     | 4     | 2     | .987     |
| 1972  | 阪急  | 122   | 287   | 8     | 6     | 1     | .980     |
| 1973  | 阪急  | 121   | 292   | 13    | 7     | 3     | .978     |
| 1974  | 阪急  | 126   | 281   | 6     | 3     | 1     | .990     |
| 1975  | 阪急  | 128   | 331   | 6     | 4     | 1     | .988     |
| 1976  | 阪急  | 129   | 341   | 9     | 4     | 2     | .989     |
| 1977  | 阪急  | 130   | 351   | 7     | 7     | 6     | .981     |
| 1978  | 阪急  | 129   | 340   | 3     | 4     | 0     | .988     |
| 1979  | 阪急  | 127   | 306   | 6     | 2     | 3     | .994     |
| 1980  | 阪急  | 128   | 289   | 9     | 5     | 2     | .983     |
| 1981  | 阪急  | 130   | 313   | 8     | 3     | 2     | .991     |
| 1982  | 阪急  | 126   | 281   | 3     | 0     | 1     | 1.000    |
| 1983  | 阪急  | 130   | 300   | 2     | 2     | 0     | .993     |
| 1984  | 阪急  | 129   | 215   | 7     | 1     | 2     | .996     |
| 1985  | 阪急  | 115   | 198   | 1     | 0     | 0     | 1.000    |
| 1986  | 阪急  | 124   | 177   | 4     | 5     | 1     | .973     |
| 1987  | 阪急  | 96    | 164   | 1     | 1     | 0     | .994     |
| 1988  | 阪急  | 37    | 47    | 0     | 0     | 0     | 1.000    |
| 通算  | 通算  | 2293  | 5103  | 109   | 61    | 28    | .988     |

- 各年度の太字はリーグ最高、赤太字はNPBの外野手における歴代最高
- 太字年はダイヤモンドグラブ賞の受賞

### タイトル
- 盗塁王：13回（1970年 - 1982年） ※最多記録、13年連続は最長記録
- 最多安打：4回（1973年、1974年、1977年、1978年）※当時連盟表彰なし

### 表彰
- 最優秀選手：1回（1972年）
- ベストナイン：10回（1972年 - 1974年、1976年 - 1982年）
- ダイヤモンドグラブ賞：12回（1972年 - 1983年） ※最多記録、12年連続は最長記録[4]
- 野球殿堂競技者表彰（2002年）
- 日本シリーズMVP：1回 （1976年）
- 日本シリーズ優秀選手賞：2回 （1977年、1984年）
- 日本シリーズ打撃賞：1回 （1976年）
- 日本シリーズ技能賞：1回 （1975年）
- オールスターゲームMVP：3回 （1973年 第2戦、1974年 第2戦、1982年 第1戦） ※シーズン、オールスターゲーム、日本シリーズでのMVPは川上哲治、大下弘に次ぐ史上3人目の記録
- 兵庫県スポーツ優秀選手特別賞：1回 （1988年）[158] ※世界新記録の盗塁1065個を称えて

### 記録
初記録
- 初出場：1969年4月12日、対東映フライヤーズ1回戦（阪急西宮球場）、8回裏に長池徳士の代走として出場
- 初盗塁：1969年4月13日、対東映フライヤーズ3回戦（阪急西宮球場）、8回裏に二盗（投手：桜井憲、捕手：種茂雅之）
- 初先発出場：1969年4月20日、対南海ホークス3回戦（阪急西宮球場）、1番・中堅手で先発出場
- 初安打：同上、5回裏に泉嘉郎から右翼線二塁打
- 初本塁打・初打点：1969年10月9日、対東映フライヤーズ25回戦（阪急西宮球場）、6回裏に森安敏明から2ラン

節目の記録
- 450盗塁：1975年5月14日、対太平洋クラブライオンズ前期9回戦（阪急西宮球場）、8回裏に二盗（投手：加藤初、捕手：楠城徹）
- 500盗塁：1975年9月21日、対近鉄バファローズ後期10回戦（阪急西宮球場）、7回裏に二盗（投手：太田幸司、捕手：有田修三） ※史上2人目
- 550盗塁：1976年8月12日、対南海ホークス後期5回戦（大阪スタヂアム）、1回表に二盗（投手：江夏豊、捕手：野村克也） ※史上2人目
- 1000安打：1977年5月15日、対南海ホークス前期8回戦（大阪スタヂアム）、9回表に森口益光から左前適時打 ※史上100人目
- 600盗塁：1977年7月19日、対クラウンライターライオンズ後期1回戦（阪急西宮球場）、3回裏に二盗（投手：古賀正明、捕手：若菜嘉晴） ※史上初
- 1000試合出場：1977年8月5日、対近鉄バファローズ後期4回戦（阪急西宮球場）、1番・中堅手で先発出場 ※史上192人目（大橋穣と同日達成）
- 650盗塁：1978年6月7日、対クラウンライターライオンズ前期10回戦（西京極球場）、1回裏に二盗（投手：山下律夫、捕手：若菜嘉晴） ※史上初
- 700盗塁：1979年4月10日、対西武ライオンズ前期1回戦（阪急西宮球場）、2回裏に二盗（投手：古沢憲司、捕手：野村克也） ※史上初
- 100本塁打：1979年4月22日、対日本ハムファイターズ前期2回戦（高知市野球場）、3回裏に杉山知隆から左越同点ソロ ※史上100人目
- 750盗塁：1979年9月11日、対南海ホークス後期9回戦（大阪スタヂアム）、3回表に二盗（投手：杉田久雄、捕手：伊藤勲） ※史上初
- 1500安打：1980年6月6日、対日本ハムファイターズ前期10回戦（後楽園球場）、6回表に高橋直樹から ※史上38人目
- 800盗塁：1980年9月13日、対近鉄バファローズ後期9回戦（日生球場）、1回表に三盗（投手：井本隆、捕手：梨田昌孝） ※史上初
- 1500試合出場：1981年7月11日、対西武ライオンズ後期1回戦（阪急西宮球場）、1番・中堅手で先発出場 ※史上69人目
- 850盗塁：1981年8月26日、対西武ライオンズ後期7回戦（西武ライオンズ球場）、9回表に三盗（投手：古沢憲司、捕手：山中重信） ※史上初
- 300二塁打：1981年9月21日、対南海ホークス後期12回戦（大阪スタヂアム）、3回表に山内新一から右翼線二塁打 ※史上19人目
- 150本塁打：1982年4月16日、対ロッテオリオンズ前期1回戦（川崎球場）、1回表に水谷則博から先頭打者本塁打 ※史上63人目
- 900盗塁：1982年8月6日、対南海ホークス後期2回戦（阪急西宮球場）、3回裏に二盗（投手：井上祐二、捕手：岩木哲） ※史上初
- 3000塁打：1983年6月25日、対西武ライオンズ13回戦（島根県立浜山公園野球場）、8回裏に松沼雅之から左翼線二塁打 ※史上22人目
- 350二塁打：1983年7月3日、対日本ハムファイターズ13回戦（阪急西宮球場）、1回裏に高橋一三から左前二塁打 ※史上11人目
- 950盗塁：1983年8月2日、対近鉄バファローズ15回戦（平和台球場）、2回表に二盗（投手：住友一哉、捕手：梨田昌孝） ※史上初
- 2000安打：1983年9月1日、対ロッテオリオンズ21回戦（阪急西宮球場）、4回裏に田村勲から中前適時打 ※史上17人目
- 1000盗塁：1984年8月7日、対南海ホークス18回戦（大阪スタヂアム）、9回表に二盗（投手：青井要、捕手：吉田博之） ※史上初
- 2000試合出場：1985年6月12日、対日本ハムファイターズ11回戦（後楽園球場）、1番・中堅手で先発出場 ※史上21人目
- 3500塁打：1986年5月9日、対南海ホークス5回戦（大阪スタヂアム）、9回表に竹口昭範から右中間安打 ※史上14人目
- 1050盗塁：1986年6月7日、対日本ハムファイターズ9回戦（後楽園球場）、3回表に二盗（投手：金沢次男、捕手：田村藤夫） ※史上初
- 400二塁打：1986年6月12日、対西武ライオンズ10回戦（阪急西宮球場）、4回裏に小野和幸から右翼線二塁打 ※史上8人目
- 200本塁打：1986年8月17日、対近鉄バファローズ17回戦（藤井寺球場）、1回表に久保康生から右越先頭打者本塁打 ※史上50人目
- 1000三振：1986年10月10日、対近鉄バファローズ26回戦（阪急西宮球場）、2回裏に谷宏明から ※史上13人目
- 2500安打：1988年4月8日、対近鉄バファローズ1回戦（阪急西宮球場）、5回裏に阿波野秀幸から右中間三塁打 ※史上5人目

日本記録
- 通算三塁打：115
- 通算盗塁：1065
- 通算盗塁死：299
- 通算外野手刺殺：5102
- 通算外野手守備機会：5272
- 通算初回先頭打者本塁打：43本（表24本、裏19本） ※表24本は日本タイ記録、裏19本はパ・リーグ記録
- シーズン20二塁打以上：14回（1970年、1972年、1973年、1975年 - 1984年、1987年） ※タイ記録
- シーズン三塁打リーグ1位：8回（1971年、1973年、1974年、1977年 - 1979年、1982年、1983年）
- シーズン50盗塁以上：14回（1970年 - 1983年）
- シーズン盗塁：106（1972年）
- 1試合3盗塁死（1980年6月19日）※タイ記録
- 13年連続盗塁王（1970年 - 1982年）※獲得回数13回も日本記録
- 12年連続ダイヤモンドグラブ賞（1972年 - 1983年） ※受賞回数12回も日本記録
- 14年連続シーズン50盗塁以上（1970年 - 1983年）
- 3年連続シーズン三塁打リーグ1位（1977年 - 1979年） ※タイ記録
- 2年以上連続での最多三塁打を3度 ※史上唯一
- 2年以上連続での最多四球を2度 ※史上唯一

パ・リーグ記録
- 通算1656得点（1969年 - 1988年）
- 通算449二塁打（1969年 - 1988年）
- シーズン得点リーグ1位：10回（1972年 - 1980年、1982年）
- シーズン四球リーグ1位：6回（1976年、1978年 - 1980年、1982年、1983年）※1980年は山崎裕之、1983年は門田博光と同数。他選手と同数でのリーグ最多四球2回はプロ野球史上最多
- シーズン100得点以上：4回（1973年、1978年 - 1980年）
- シーズン100安打以上：18回（1970年 - 1987年） ※タイ記録
- シーズン全試合出場：8回（1975年、1977年、1978年、1981年、1983年 - 1986年） ※タイ記録
- シーズン初回先頭打者本塁打：8本（1972年） ※タイ記録
- 1試合5盗塁（1972年5月3日）
- 17年連続規定打席到達（1970年 - 1986年） ※タイ記録
- 3年連続シーズン100得点以上（1978年 - 1980年） ※タイ記録
- 18年連続シーズン100安打以上（1970年 - 1987年）
- 9年連続シーズン得点リーグ1位（1972年 - 1980年）
- 3年連続シーズン四球リーグ1位（1978年 - 1980年） ※タイ記録

その他の記録
- 最多安打（当時連盟表彰なし）：4回（1973年、1974年、1977年、1978年） ※1994年より表彰
- 通算猛打賞：178回 ※歴代5位
- 通算盗塁成功率：.781（1065盗塁299盗塁死） ※300盗塁以上では歴代4位
- サイクル安打：1回（1981年5月21日、対西武ライオンズ戦、西武球場） ※史上34人目
- 30試合連続安打（1977年5月18日 - 7月10日）
- 2試合連続初回先頭打者本塁打（1980年8月9日 - 8月10日）
- 同一球場で1000安打（西宮球場）
- 日本シリーズ通算盗塁：14（1969年、1971年、1972年、1975年 - 1978年、1984年） ※歴代1位
- 日本シリーズ3試合連続盗塁 ※シリーズタイ記録
- オールスターゲーム出場：17回（1970年、1972年 - 1987年）
- オールスターゲーム通算盗塁：17 ※歴代1位
- オールスターゲーム通算得点：26 ※歴代1位タイ
- オールスターゲーム9連続盗塁成功（1976年第2戦 - 1979年第1戦）

### 背番号
- 40（1969年 - 1971年）
- 7（1972年 - 1991年）
- 87（1998年 - 1999年）

## 関連情報

### 解説者としての出演番組

#### 現在
- スーパーベースボール（「虎バン主義」のタイトルで放送する朝日放送テレビ制作分の阪神戦中継。BS朝日では阪神が関与しない試合を含めてテレビ朝日制作分にも出演）
- サンテレビボックス席（サンテレビ）
- ABCフレッシュアップベースボール（朝日放送ラジオ）
- おはよう朝日土曜日です（朝日放送テレビ）
  - 2019年2月放送分から、「スポーツコメンテーター」として出演[159]。過去の解説者時代にも、平日版(『おはよう朝日です』)でスポーツキャスターを担当した時期がある。
- 福本豊のプロ野球間違いない！（サンテレビ）※不定期放送

以下はプロ野球のオフシーズン限定番組
- 熱血!!タイガース党（サンテレビ）※「2代目党首」として出演

#### 過去

##### テレビ
- クイズ!紳助くん（朝日放送）※レギュラー解答者
- 虎バン（朝日放送）※番組開始から2012年度までコメンテーターとして出演

##### ラジオ
- 立原啓裕 噂のダイヤル1008（朝日放送）
- 昼ドキ!ワイド1008（朝日放送）
- 元気イチバン!!ぶっちぎりプレイボール（朝日放送）※木曜日コメンテーター
- スポーツにぴたっと。 → 武田和歌子のぴたっと。後半戦（朝日放送）※木曜日コメンテーター
- 福本豊の虎たまデラックス!（朝日放送2015年度 - 2017年度）※メインパーソナリティー
- 伊藤史隆のラジオノオト（朝日放送ラジオ）※2018・2019年度水曜日「虎バンパートナー」

### 連載コラム
- 朝日新聞大阪本社朝刊「みおつくし　語りつくし」（2013年4月6日から5月18日まで大阪版で連載、全30回）
- サンテレビHPにて「福本党首の熱血ブログ」不定期連載 （日本語）
- アサヒ芸能 「世界の福本豊 プロ野球足攻爆談！」

### 著書
- 『猛虎襲来：阪神タイガース優勝への14の鍵』ゴマブックス、2000年5月、ISBN 4907710577）
- 『走らんかい!』ベースボール・マガジン社、2009年5月、ISBN 978-4583101705）
- 『阪急ブレーブス 光を超えた影法師』ベースボール・マガジン社、2014年7月、ISBN 978-4583107103）

### 関連著書
- 『福本豊：快足に夢をのせて』（小川集作画、永島直樹原作、ぎょうせい（名球会comics 23）、1992年7月、ISBN 4324026521）